# Joseph Amlong
Joseph Brian "Joe" Amlong (ur. 17 grudnia 1936 w Haines, zm. 1 lipca 2019 w Vero Beach) – amerykański wioślarz, złoty medalista igrzysk olimpijskich.

## Kariera
Wystąpił na igrzyskach olimpijskich w Tokio w 1964, gdzie osada USA w składzie: Joseph Amlong, Thomas Amlong, Boyce Budd, Emory Clark, Stanley Cwiklinski, Hugh Foley, Bill Knecht, William Stowe i Róbert Zimonyi (sternik) zdobyła złoty medal w ósemkach. W wyścigu finałowym o 5,06 sekundy wyprzedzili osadę Wspólnej Reprezentacji Niemiec i 6,88 sekundy osadę Czechosłowacji. Był to jego jedyny start olimpijski.
Ponadto zdobył brązowy medal w tej samej konkurencji na mistrzostwach Europy w Duisburgu (1965). 
Kształcił się w West Point. Po zakończeniu kariery sportowej został zawodowym wojskowym, służąc w United States Air Force. W stan spoczynku przeszedł w randze kapitana. W cywilu był agentem ubezpieczeniowym, zajmował się także wyceną nieruchomości. 
Partner z olimpijskiej ósemki, Thomas Amlong, był jego starszym bratem.